# Reine du fleuve
Reine du fleuve est un roman écrit par Eva Ibbotson, publié en Angleterre aux éditions Macmillan Children's Books en 2001 puis en France aux éditions Albin Michel en 2004. Traduction française de Elie Robert-Nicoud.

## Résumé
En 1910, à Londres. Quand Maia apprend que ses lointains parents, installés au Brésil, veulent l'adopter, elle a le sentiment de devenir une héroïne. Mais toutes ses camarades de collège ne l'envient pas. Quitter l'Angleterre pour se retrouver dans la jungle demande un certain tempérament ! D'autant qu'une fois sur place, les rêves de Maia se brisent : les Carter, criblés de dettes, ont recueilli la jeune fille pour s'emparer de son héritage. Heureusement, celle-ci va rencontrer Finn, qui lui révélera l'univers mystérieux du fleuve Amazone...

## Personnages dans Reine du fleuve

### Maia Fielding - Une orpheline (personnage principal)
Maia est une orpheline et le personnage principal du livre. Brillante, passionnée, aventureuse, déterminée et pleine de ressources, Maia est très ambitieuse et douée pour la musique. Elle vivait et étudiait dans un pensionnat en Angleterre, appelé « Mayfair Academy for Young Ladies » (academie Mayfair pour jeunes femmes); tous les frais étaient subventionnés par le fonds fiduciaire de ses parents. Ses parents étant décédés, elle se rend en Amazonie pour vivre avec des membres de sa famille, les Carter, qui l'exploitent, la négligent et la maltraitent, ne la gardant sous leur toit que pour avoir l'argent de ses parents. Elle se rapproche de sa gouvernante, Miss Minton. Elle noue également des liens très étroits avec Clovis King et Finn Taverner, qui se trouvent, à des degrés divers, dans des situations de solitude et de vulnérabilité similaires à la sienne. Maia rencontre également de nombreuses personnes telles que le professeur Neville Glastonbury, Sergei et Olga. Maia est enthousiasmée et mystifiée par l'Amazonie inexplorée et s'y attache profondément une fois qu'elle y est chez elle. C'est une personne gentille et brillante, très aventureuse et à la personnalité dynamique. Elle était très enthousiaste à l'idée de vivre dans la jungle.

### Clovis King ou Jimmy Bates ou Little Lord Fauntleroy
Clovis (Jimmy Bates, Clovis est son nom de scène) est un jeune acteur pauvre qui rêve de rentrer en Angleterre auprès de sa mère adoptive (il veut surtout y retourner pour la nourriture). Il a une mésaventure à Manaus et quitte la troupe pour rejoindre Maia dans l'espoir qu'elle et sa famille l'accueillent. Sa troupe de comédiens s'endette alors et est arrêtée. Plus tard, Clovis prend la place de Finn en tant qu'héritier à Westwood en Angleterre, convainquant les détectives de sa fausse identité. Il retrouve sa mère adoptive qui le persuade de révéler sa véritable identité. Clovis tente de révéler son identité à plusieurs reprises, sans succès. À la fin du livre, il vit sous le nom de Finn Taverner, un riche héritier. Clovis est gentil mais peureux. On pense aussi qu'il a le béguin pour Maia, ce qui est prouvé lorsqu'il dit dans sa tête que les jumelles sont jolies mais que Maia est différente.

### Finn Taverner
Finn Taverner est le fils de Bernard Taverner. Finn est le véritable héritier de Westwood. Sir Aubrey a envoyé les corbeaux (des détéctives) à la recherche de Finn car il avait besoin du fils de Bernard Taverner pour hériter de Westwood. Il était très aventureux et aimait passer du temps dans la nature. Il voulait devenir médecin et utilisait de nombreux médicaments naturels et des remèdes à base de plantes. Sa mère faisait partie de la tribu des Xanti, tandis que son père, Bernard Taverner, était anglais. Son principal objectif était d'atteindre les Xanti, qui vivent dans la forêt amazonienne. Il était un véritable et bon ami de Maia et de Clovis. Il possédait un bateau, l'Arabella, sur lequel il voyageait et récoltait les plantes médicinales qu'il affectionnait tant.

### Bernard Taverner
Bernard Taverner est le troisième fils de Sir Aubrey. Après s'être échappé de Westwood, il est devenu naturaliste et a vécu en Amazonie. Il a un frère nommé Dudley et une sœur nommée Joan qui sont méchants et cruels envers lui et les autres. Il a été sauvé par les Xanti et a épousé une fille de la tribu, Yara. Plus tard, il eut un fils, Finn Taverner, et vécut à Manaus avec de nombreux amis, tels que les Indiens, le professeur Glastonberry, et bien d'autres personnes.

### Mme Carter
Mme Carter est la mère des jumelles (Gwendolyn et Beatrice) et la femme de M. Carter. Il est clair qu'elle n'a recueilli Maia que pour l'argent qui l'accompagnait. Elle est avide et montre des signes d'instabilité mentale croissante vers la fin du livre. Elle ne dépense pas l'argent pour les besoins de Maia, comme les leçons de piano. Au contraire, elle l'utilise pour acheter des vêtements pour elle et ses filles, ainsi que divers insectifuges (elle déteste les insectes). Elle est endettée et toutes les autres familles vivant à Manaus méprisent les Carter. Lorsque sa maison est incendiée, elle va vivre chez une parente éloignée, qui fait de Mme Carter sa domestique personnelle.

### M. Clifford Carter
M. Carter est le père des jumelles. Il est endetté à Manaus et recherché pour fraude en Angleterre après avoir détourné les fonds de la banque où il travaillait. Il se montre manipulateur et a l'obsession de collectionner les yeux de verre des célébrités. À la fin du roman, il est envoyé en prison en Amazonie après avoir refusé de payer des travailleurs et des usuriers. Il est également emmené en prison par Gonzales.
M. Carter est un homme très mystérieux ; il ne s'intéresse pas vraiment à sa famille et passe ses journées dans son bureau en désordre, obsédé par sa collection de globes oculaires. Il aime tellement sa collection de globes oculaires que lorsque la maison des Carter prend feu, il choisit de récupérer sa collection d'yeux dans son bureau au lieu d'aider Maia à sortir de la maison en flammes. Interrogé par Miss Minton à l'hôpital, il ment et affirme avoir essayé de se rendre dans la chambre de Maia, mais le feu l'a empêché de l'atteindre.

### Miss Arabella Minton
Miss Minton est la gouvernante de Maia. Elle est réservée. Elle est présentée comme une « grande femme décharnée » portant des vêtements noirs et des accessoires effrayants tels qu'une épingle à chapeau inspirée d'une lance viking et un parapluie à bec en acier. Elle est gentille et soucieuse de la routine et du bon apprentissage, encourageant Maia à étudier le portugais, par exemple, dans la salle à manger vide d'un navire pris dans une tempête, ou demandant à Finn de poursuivre ses études de latin alors qu'il se trouve dans la forêt amazonienne. Elle adore lire des livres, en particulier Shakespeare. Amie proche de Bernard Taverner, elle se révèle être la servante qui l'a aidé à s'échapper de son foyer violent et à atteindre l'Amazonie lorsqu'ils étaient plus jeunes. Son ami a d'ailleurs donné son nom à son bateau  l'« Arabella ». Miss Minton accepte le poste chez les Carter afin de suivre le voyage de son défunt ami en Amazonie. Elle est extrêmement intelligente, ayant été révélée comme étant au courant de tous les complots que les enfants concoctent, tout en permettant qu'ils aient lieu. Elle a un sens de l'humour vif et sec, et est rusée, utilisant la tromperie et la comédie pour protéger les enfants des individus malveillants et corrompus, tels que les détectives.Miss Minton se prend d'affection pour Maia et la traite comme sa propre enfant. Elle parvient finalement à persuader Mr Murray de la laisser vivre avec Maia en Amazonie. De plus, elle semble trouver une romance avec le docteur Glastonbury, un naturaliste et un ami proche de Bernard.Il finit par la demander en mariage, mais elle n'est pas certaine de pouvoir se marier.

### M. Trapwood et M. Low
M. Trapwood et M. Low sont deux détectives qui recherchent Finn (qui est l'héritier légitime) pour le compte d'Aubrey Taverner.Ils sont avides, n'espérant que de l'argent en échange de leur travail, et sont maladroits et peu aimables dans leurs tentatives pour découvrir le garçon.Deux individus involontairement comiques, M. Trapwood étant dur et grand et M. Low étant petit avec un ton aigu, ils ne portent que des costumes noirs malgré le temps.Détournés de leur mission par les habitants de Manaus et les indigènes d'Amazonie (qui les méprisent tous, étant des amis de Bernard et Finn Taverner), ils connaissent une série de malheurs comiques.Le racisme dont ils font preuve à l'égard des indigènes est également à l'origine de leur chute, puisqu'ils se retrouvent à l'origine d'une série de malheurs comiques. Le racisme dont ils font preuve à l'égard des indigènes est aussi leur perte, puisqu'ils se retrouvent dans une situation où ils ne sont pas en mesure d'accomplir leur mission.

## Commentaires
« (...) Reine du fleuve, son chef-d’œuvre a reçu le prestigieux prix Smarties, décerné par plus de le mille écoles anglaises » (4e de couverture) 

## Éditions
Édition moyen format : Albin Michel, Collection Graffiti aventure, 2004  (ISBN 2-7441-7972-8).